# パレスチナの法
パレスチナの法（パレスチナのほう、アラビア語: القانون الفلسطيني、英語: Palestinian law）では、パレスチナ国の法制度の概要について論じる。

## 概要
パレスチナ国の統治機構は、暫定的憲法と位置付けられる基本法（パレスチナ基本法）が定めている。基本法は、立法・行政・司法をそれぞれ別の国家機関が担う三権分立とした上、各国家機関が法の支配の下にあるとしている。そして、主権は国民にあるとし、立法評議会を構成する132名の議員と行政の長である大統領を国民の選挙によって決める民主主義システムを採っている。また、裁判所としては、2013年の時点で、8つの第一審裁判所、3つの控訴裁判所、1つの破棄院のほか、宗教・家庭裁判所が設置されている。
パレスチナ基本法4条は、その国教をイスラム教であるとした上で、イスラム法（シャリーア）の原理がパレスチナにおける主な法源であると定めている。だが、パレスチナはオスマン帝国、イギリスなど様々な帝国の支配を受けてきた歴史があるため、現状のパレスチナ法の実態は幾重もの法律・慣習法が重なり合った複雑なものと理解される。そのため、法的な予見可能性・透明性は低い状態にあり、これをどのように整理していくかが法整備上の課題とされている。